# 김환이
김환이(1990년 6월 6일 ~)는 대한민국의 쇼트트랙 스피드 스케이팅 선수이다.
김환이는 2011년 동계 유니버시아드 남자 1500m 종목에서 금메달을 획득했다.